# Avvolgisagola

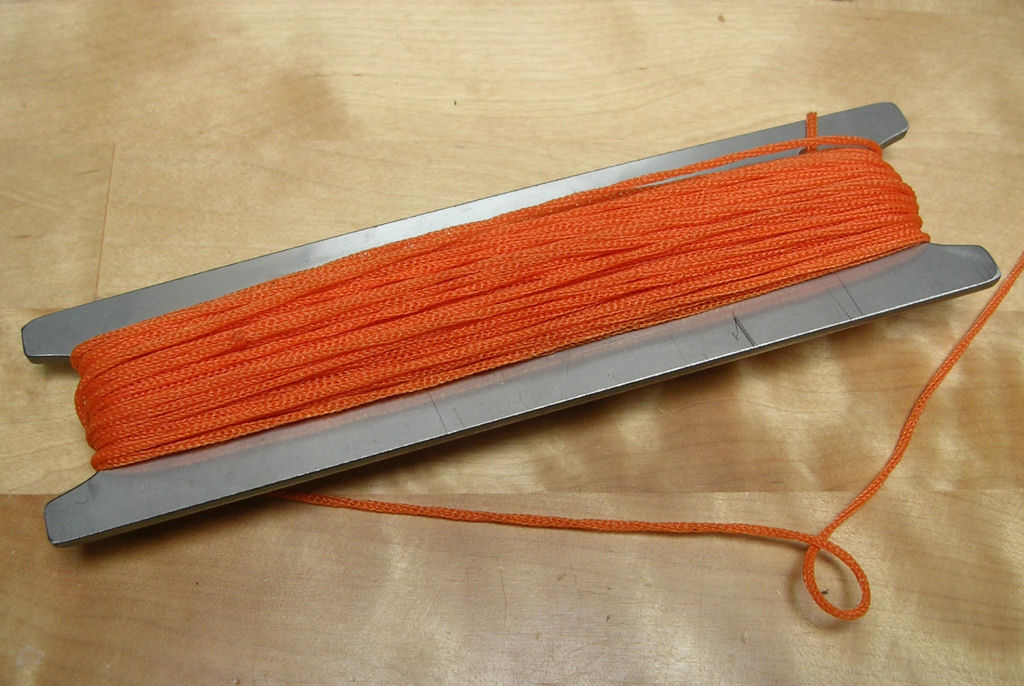
Avvolgisagola di 18cm in acciaio inox con 20 metri di sagola.

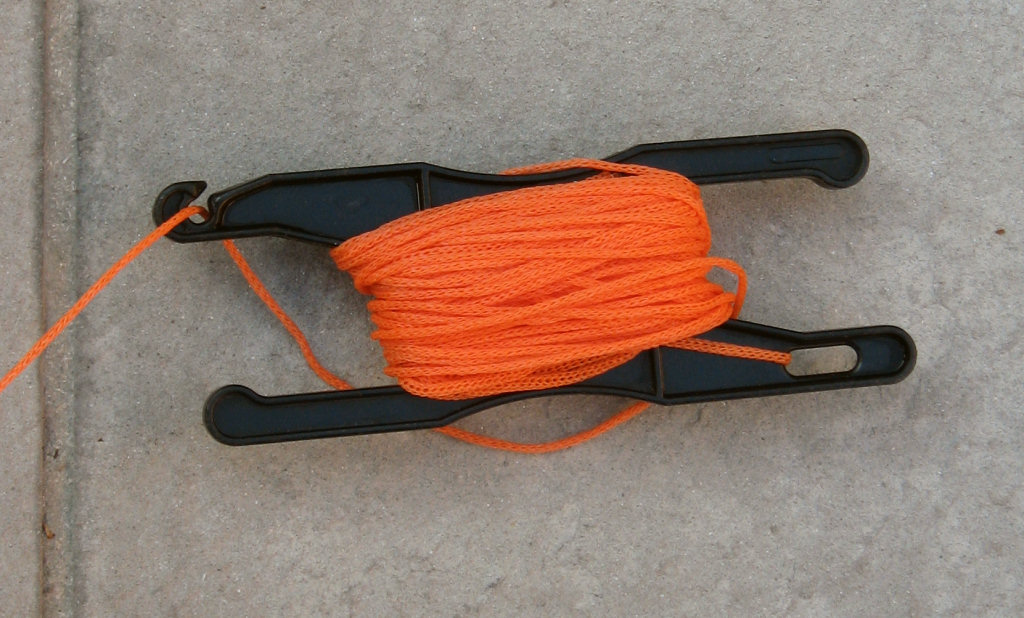
Avvolgisagola in plastica.

L'avvolgisagola è una basetta sulla quale si avvolge la sagola, cioè una piccola fune. 

## Caratteristiche
Di solito è realizzato in plastica o, se è opportuno che non galleggi, in metallo resistente alla corrosione. La sagola è fissata al supporto in modo che anche completamente srotolata non si separi.
Tipicamente è a forma di H, ma esistono anche modelli dalla forma più semplice.

## Utilizzo
Un tipico utilizzo di questo attrezzo è in abbinamento con una boa segna sub o con una boa di decompressione. In quest'ultimo caso il fatto che non galleggi permette al subacqueo di far svolgere il filo semplicemente lasciando andare l'avvolgisagola.